# Koincidens
Koincidens (fr. latinska cum- ("med", "tillsammans") och incidere (ett sammansatt verb från "i" och "cadere":"att falla på","att hända")) betecknar sammanfall, sammanträffande, oftast av tillfällig natur.
Inom vetenskapen används begreppet i allmänhet i en mer bokstavlig tillämpning, t. ex. med hänvisning till när två strålar av ljus träffar en yta i samma punkt vid samma tidpunkt. I denna användning av tillfällighet, finns det ingen antydan om att anpassningen av händelser är överraskande, anmärkningsvärda eller icke-kausala.
Ur ett statistiskt perspektiv, är tillfälligheter oundvikliga och ofta mindre anmärkningsvärda än de kan verka intuitivt. Ett exempel är födelsedagsgåtan, där sannolikheten för att två individer delar födelsedag överstiger 50%, redan i en grupp av endast 23 personer.

## Koincidensmetoden
Begreppet koincidens kommer som princip till användning i den av Patrick Blackett införda koincidensmetoden för undertrycka störstrålning så att även en förhållandevis svag strålning kan studeras och mätas.
Metoden består i sin enklaste form i att den intressanta strålningen från en viss källa får passera två räknare, den ena på ett visst avstånd bakom den andra. Registrering görs endast när båda räknarna reagerar inom samma smala tidsintervall. Störstrålningen, som kommer från andra riktningen, blir då inte registrerad.